# The Honor System (film 1913)
The Honor System è un cortometraggio muto del 1913 prodotto dalla Kalem e diretto da George Melford.

## Produzione
Il film, prodotto dalla Kalem Company, fu girato a Glendale, in California.

## Distribuzione
Distribuito dalla General Film Company, il film - un cortometraggio di una bobina -  uscì nelle sale cinematografiche USA il 22 marzo 1913.